# Горелка (приток Талки)
Горелка — река в России, протекает по Лухскому и Юрьевецкому районам Ивановской области. Устье реки находится в 0,2 км по левому берегу реки Талка. Длина реки составляет 12 км. В верховьях также называется Живая.
Исток реки находится в деревне Чёрная Лухского района. Река течёт на север, протекает деревни Горелица, Шипулино, Тюриково, Шарахово. Впадает в Талку на границе с Кинешемским районом, в 200 метрах выше впадения самой Талки в Ёлнать.

## Данные водного реестра
По данным государственного водного реестра России относится к Верхневолжскому бассейновому округу, водохозяйственный участок реки — Волга от города Кострома до Горьковского гидроузла (Горьковское водохранилище), без реки Унжа, речной подбассейн реки — Волга ниже Рыбинского водохранилища до впадения Оки. Речной бассейн реки — (Верхняя) Волга до Куйбышевского водохранилища (без бассейна Оки).
Код объекта в государственном водном реестре — 08010300412110000013902.